# Brotsuppe

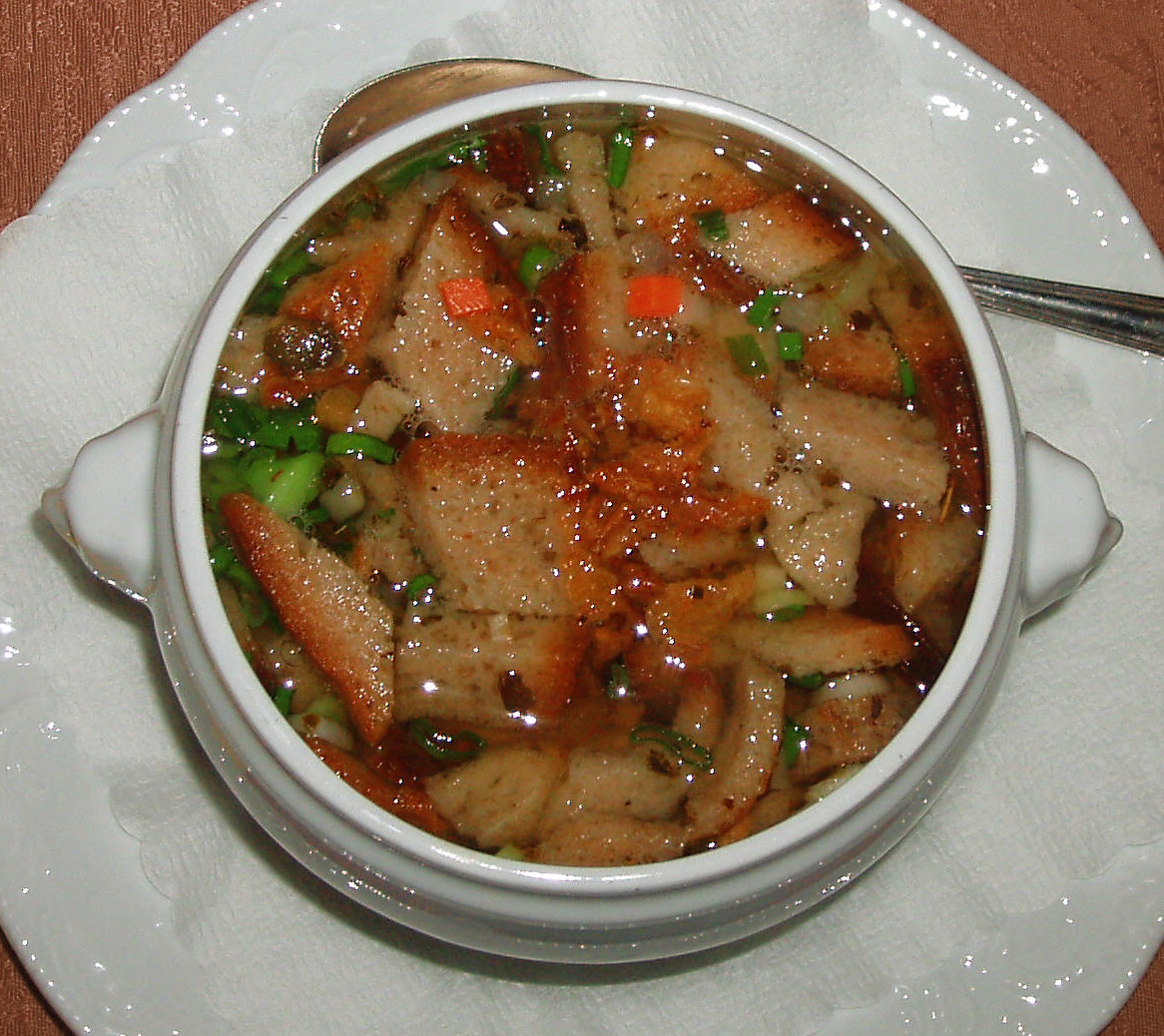
Klassische Brotsuppe mit Schwarzbrot

Brotsuppe ist eine Suppe, bei der Brot ein wesentlicher Bestandteil ist. Sie ist in zahlreichen Ländern bekannt und wird in unterschiedlichen Varianten zubereitet. Sie wird sowohl mit Weiß- als auch mit Schwarzbrot zubereitet.

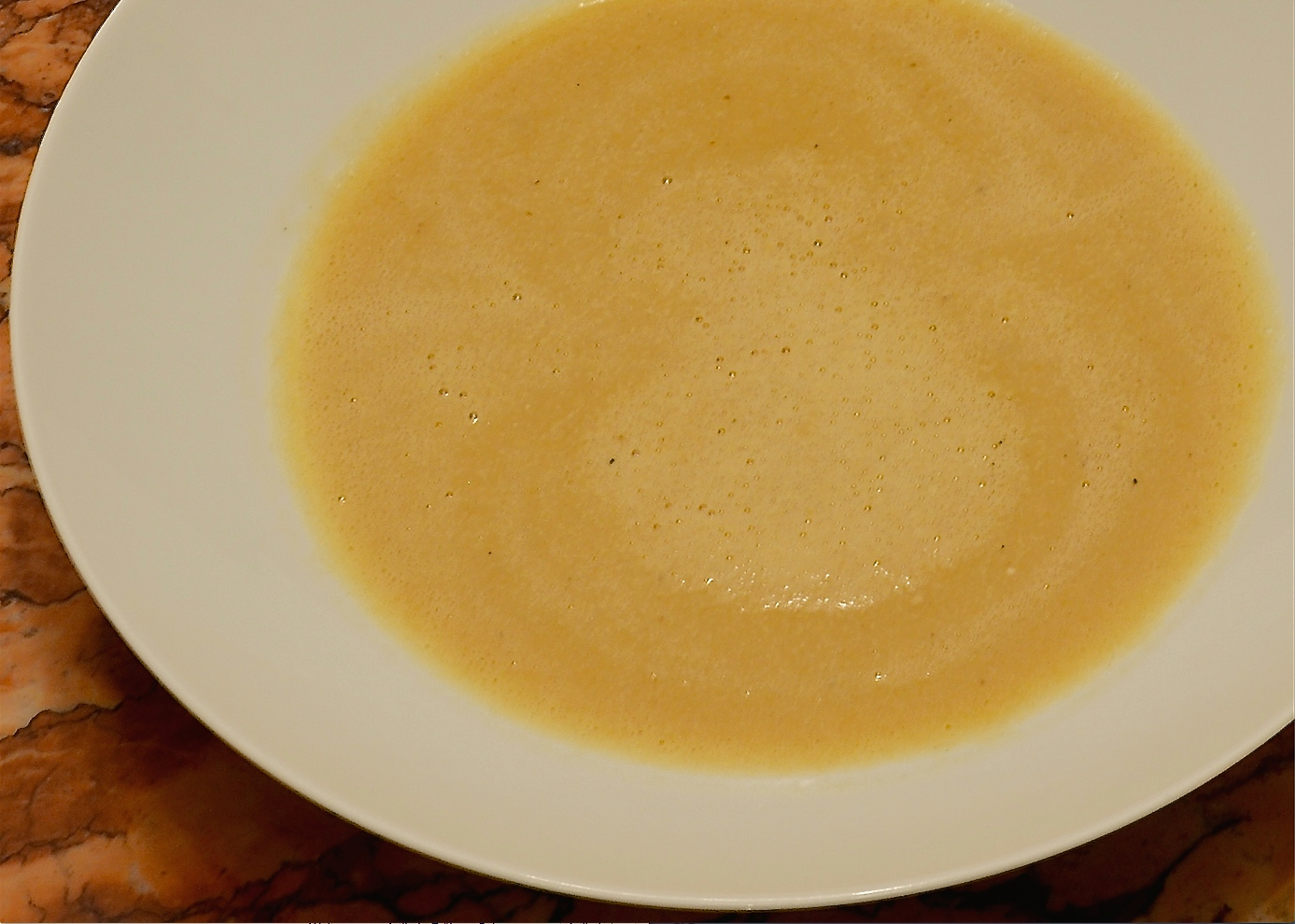
Pürierte Brotsuppe mit Schwarzbrot

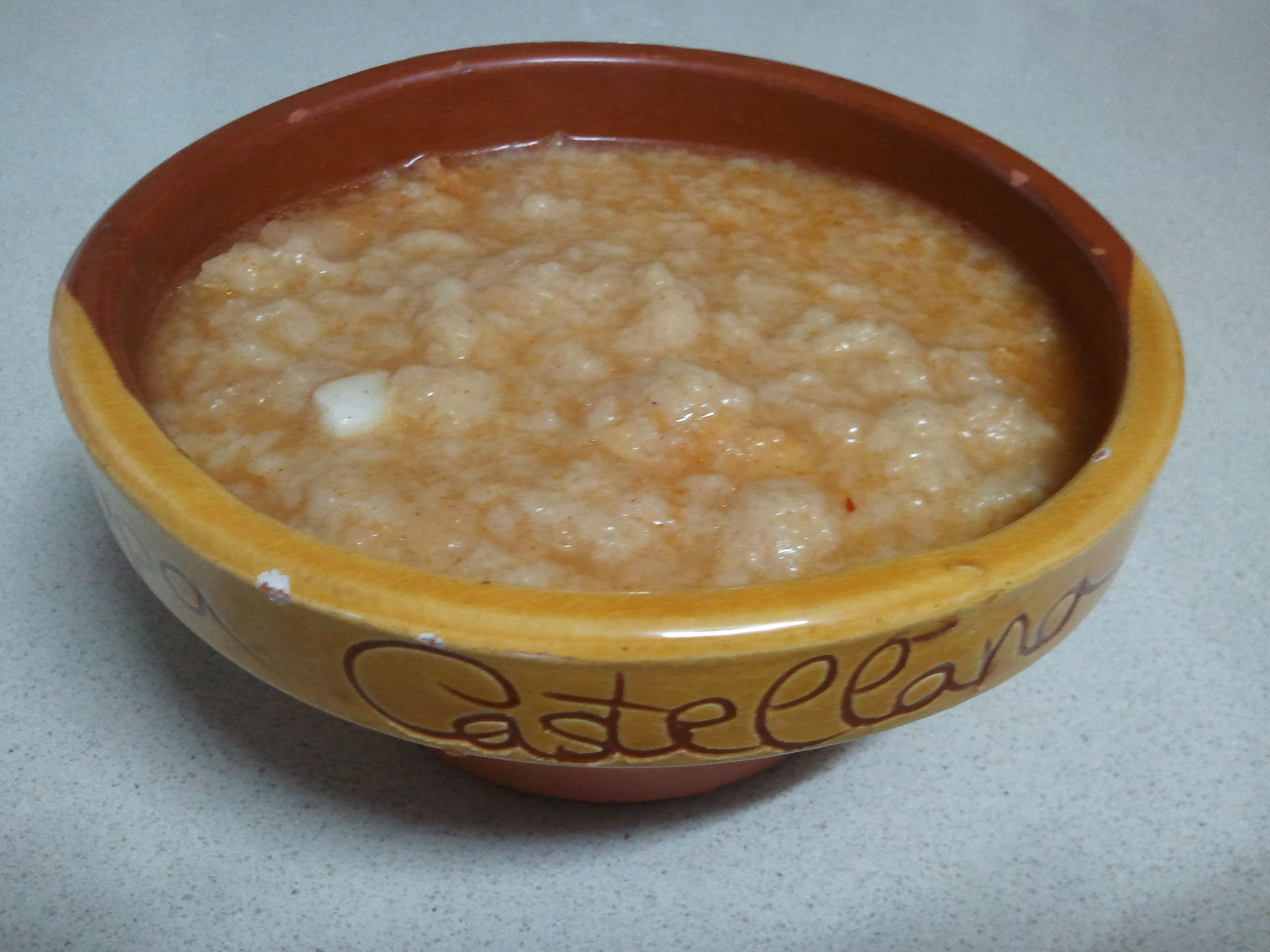
Sopa castellana, eine Knoblauch-Brot-Suppe, zählt zu den Klassikern der kastilischen Küche

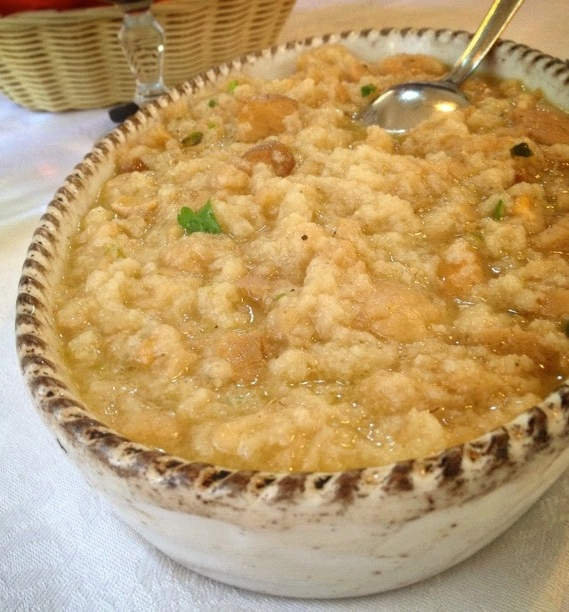
Acquacotta, eine toskanische Suppe mit Weißbrot

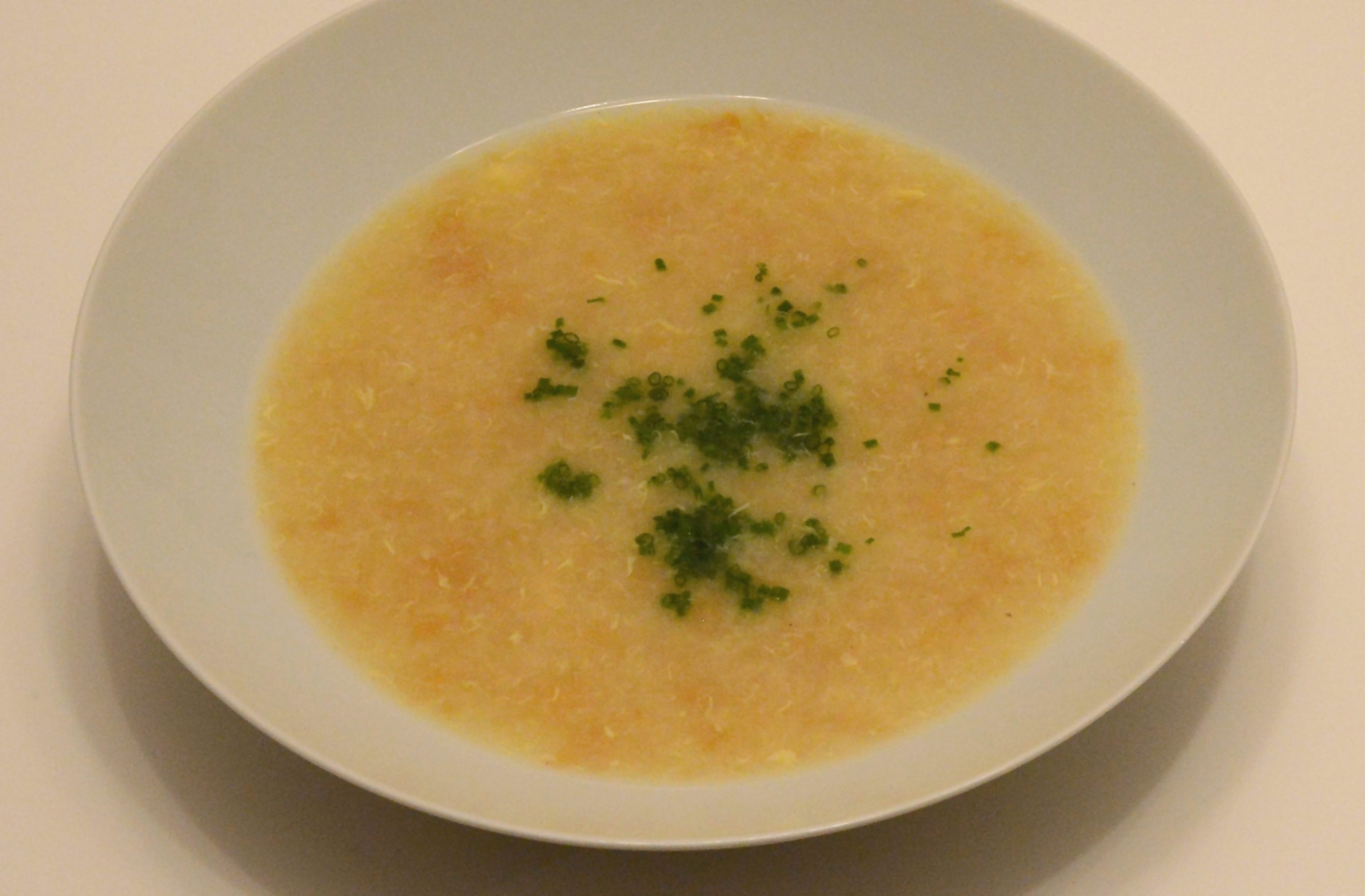
Panadelsuppe, eine Spezialität der österreichischen Küche

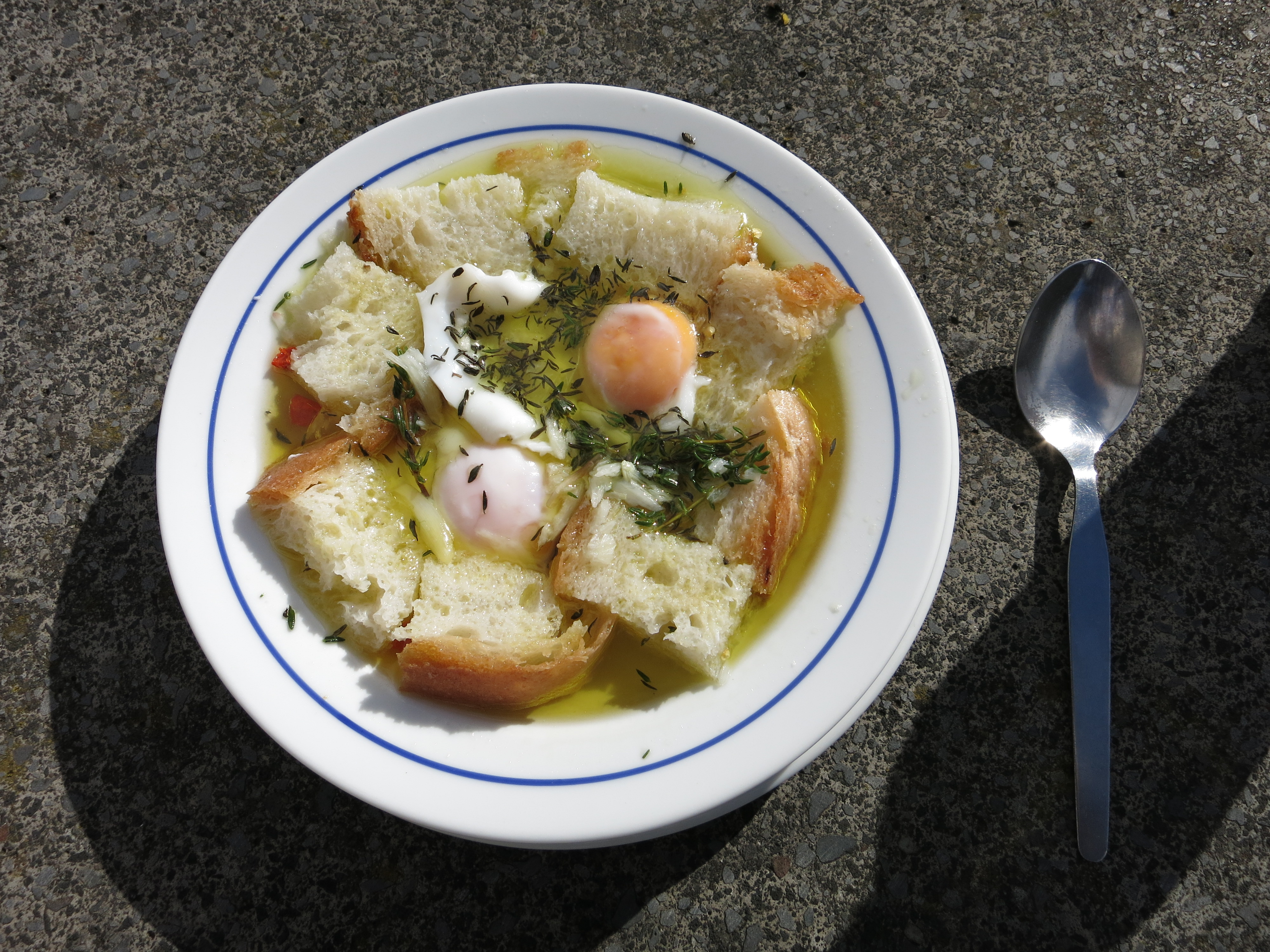
Portugiesische Açorda mit Weißbrot

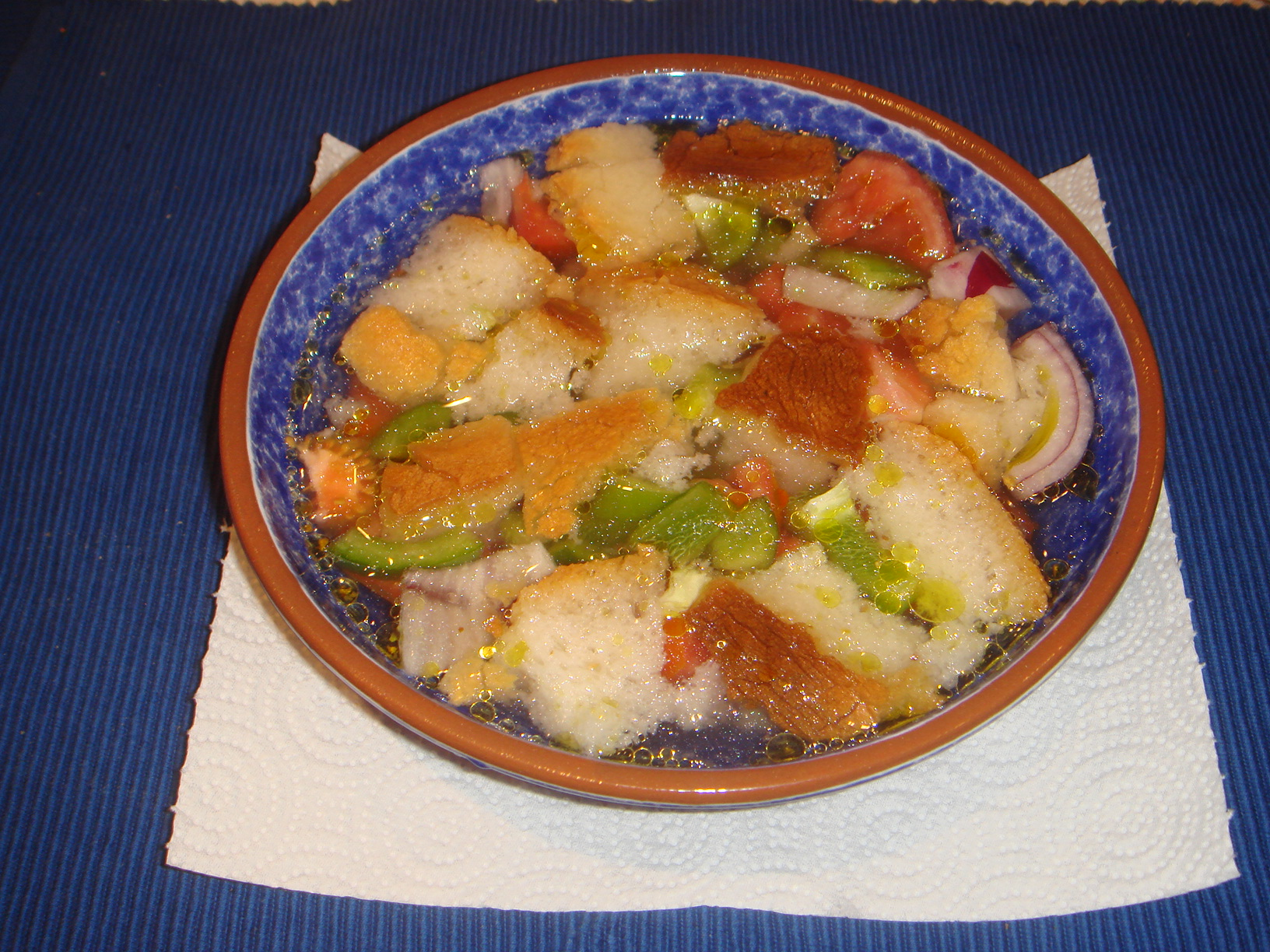
Alte kastilische Gazpacho aus der spanischen Provinz Ávila

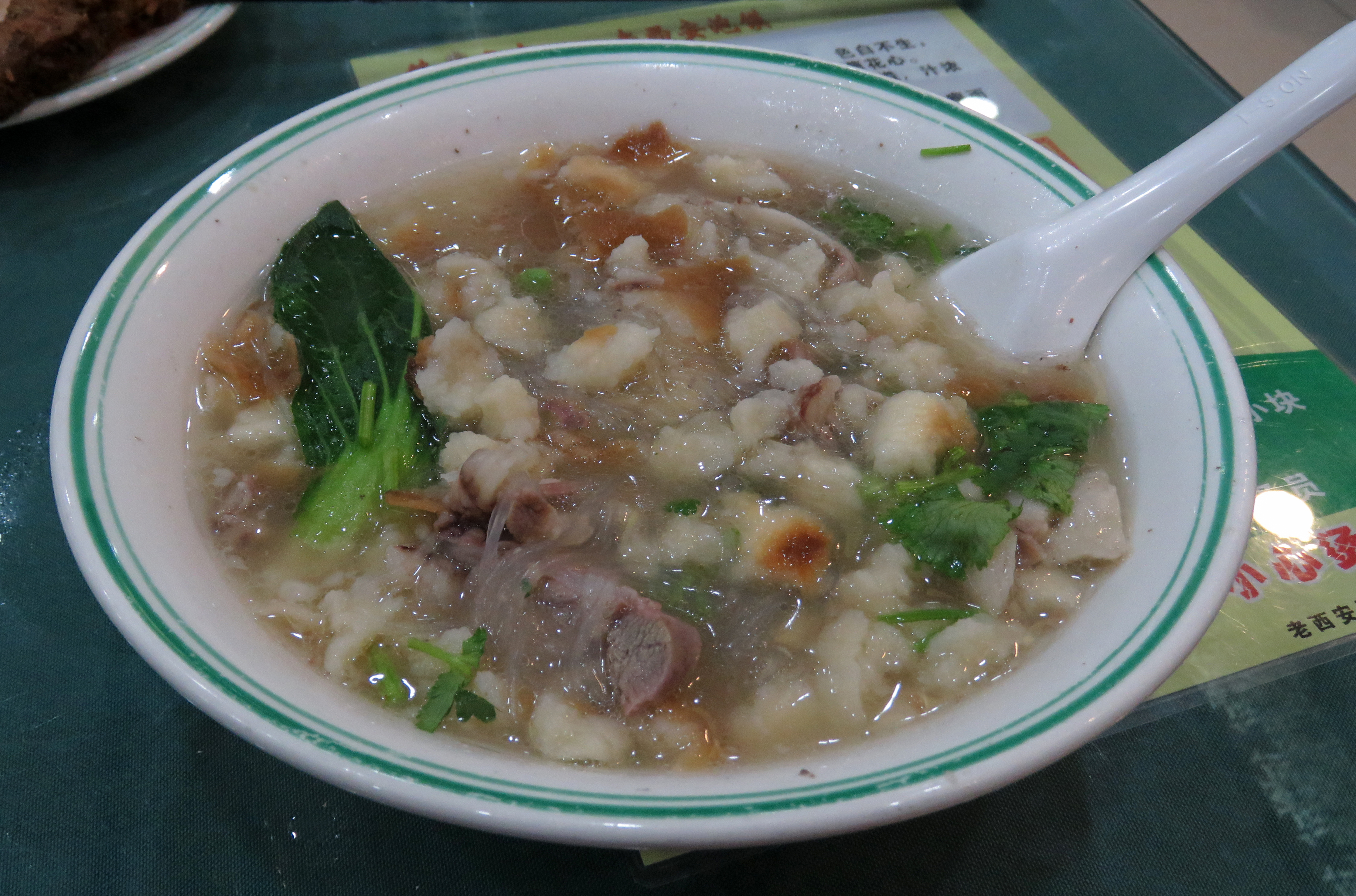
Paomo, eine Suppenspezialität mit Brot und Fleisch in der chinesischen Provinz Shaanxi

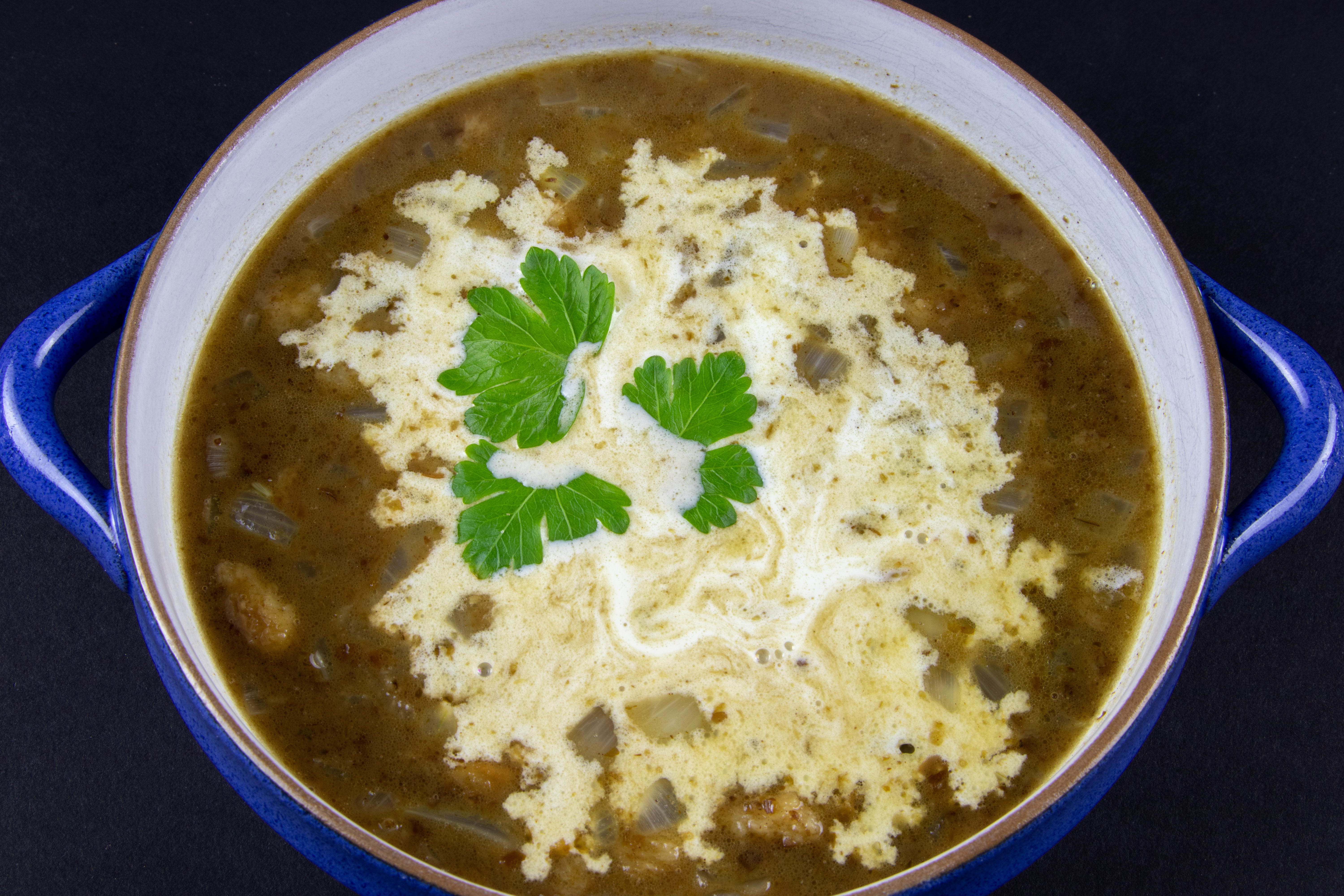
Pumpernickelsuppe, eine Spezialität der westfälischen Küche

## Ethische Aspekte, Resteverwertung
Brot ist von alters her ein Symbol des Christentums und sollte nach verbreiteter Meinung nicht weggeworfen werden. Die in früheren Zeiten verbreitete Vorstellung vom sündhaften „Brotfrevel“ wirkt in diesem Zusammenhang noch nach. Insofern ist die Ansicht, dass die Brotsuppe vorzugsweise mit altbackenen Brotresten zubereitet werden solle, weithin verbreitet.

## Fastenspeise, Arme-Leute-Essen
Brotsuppe in ihrer klassischen Zubereitungsart mit altbackenem Schwarzbrot gilt traditionell als Fastenspeise und als Arme-Leute-Essen. Bevorzugt wurde sie auch in Notzeiten gegessen. In der Zeit nach dem Zweiten Weltkrieg war Brotsuppe in Deutschland ein typisches Alltagsgericht.

## Name
Im Deutschen versteht man unter Brotsuppe eine Suppe, die klassischerweise mit Schwarzbrot zubereitet wird. Spezielle Varietäten haben sowohl im Deutschen als auch international spezifische Benennungen.
In der alten Salzburger Bauernküche, wo die (mit Schwarzbrot zubereitete) Brotsuppe in der Gegend von Lofer-Unken mit in heißem Schmalz gerösteter, fein- oder grobgehackter Zwiebel abgeschmalzen wurde, hieß sie regional auch „Schmälzsuppe“ oder „Jagerhundsuppe“.

## Zubereitungsvarianten
Bei der Zubereitung gibt es prinzipiell zwei Hauptvarianten: Wird das Brot in dem einen Falle in ganzen Stücken als Suppenbeilage beigegeben (bei diversen Zubereitungsvarianten wird das Brot vorab geröstet), so ist das Brot in dem anderen Falle in püriertem (passiertem) Zustand Bestandteil der Brotsuppe. Bei letzterer Variante wird das Brot vor dem Pürieren eingeweicht respektive eine Zeit lang gekocht.
Als Grundlage für die Brotsuppe wird von alters her häufig Fleischbrühe oder Gemüsebrühe verwendet. Als weitere Zutaten werden häufig Zwiebeln und Gewürze wie Majoran, Petersilie, Liebstöckel, Kümmel sowie Muskatnuss verwendet. Legiert wird die Brotsuppe oft mit Ei beziehungsweise Rahm. Darüber hinaus werden der Brotsuppe, je nach Region, auch Zutaten wie Käse, Milch, Tomaten, Paprika oder Pilze beigemengt. Bei rustikalen Varianten werden Zutaten wie Speck oder Grammeln hinzugefügt. Zur Verfeinerung der Brotsuppe trägt mitunter Wein als Kochzutat bei. Als deftigere Kochzutaten fungieren zuweilen Malz oder Bier.
In Europa wird Brotsuppe in nördlich gelegenen Ländern, etwa in Deutschland, Österreich, Polen und Estland, vorwiegend mit Schwarzbrot zubereitet, wohingegen sie in südlich gelegenen Ländern vorwiegend mit Weißbrot zubereitet wird. In Italien gibt es eine Häufung von Zubereitungsvarianten von Suppen mit Weißbrot unter speziellen Bezeichnungen. Die portugiesische Küche verleiht diversen Suppen einen kräftigen Charakter, indem als wesentlicher Rezeptbestandteil Brot fungiert. Dazu zählen Açorda à Alentejana (Brotsuppe mit Knoblauch), Açorda de Camarão (Brotsuppe mit Scampi) und Sopa de Cação (Suppe mit Fisch und Brot).
In Österreich, wo man unter „Brotsuppe“ gemeinhin ein mit Schwarzbrot zubereitetes Gericht versteht, gibt es darüber hinaus auch noch die Panadelsuppe, die von alters her mit Semmeln, aber auch mit Schwarzbrot, zubereitet wird. In dem Wort „Panadel“ klingt auch das lateinische Wort „panis“ (Brot) an, die Benennung für diese Suppe wurde jedoch aus dem Französischen übernommen. „Panadel“ ist das eingewienerte Wort für das französische Wort „panade“ (Brotsuppe). Die Vorliebe für das Französische reicht in Wien auf das 18. Jahrhundert zurück, wo zu jener Zeit am Wiener Hof der Einfluss des Italienischen durch das Französische verdrängt wurde. Infolgedessen wurden französische Wörter, wie im Falle der Panadelsuppe, auch für den kulinarischen Bereich übernommen.
In Frankreich gibt es eine Reihe von Suppen, die als Einlage mit Käse überbackenes Weißbrot respektive mit Käse überbackenes Baguette aufweisen. Neben der Soupe à l’oignon (Zwiebelsuppe) trifft das vor allem auf diverse Varianten der Knoblauchsuppe (Aigo boulido) zu. Auch bei der Soupe châtrée wird Weißbrot mit Käse kombiniert. Bei deren Zubereitung werden geröstetes Baguette und Tomme de Savoie schichtweise angeordnet, mit einer Brühe aus einem Zwiebel-Wasser-Wein-Gemisch übergossen und hernach im Backrohr überbacken.
In Lettland wird als Dessert die „Maizes zupa“, eine süße Brotsuppe mit dunklem Brot (Roggenbrot), zubereitet. Weitere Rezeptbestandteile dieser traditionellen lettischen Nachspeise sind Wasser, getrocknete Früchte, Zucker und Schlagsahne. Für die Zubereitung dieser lettischen Spezialität wird sogar über den Handel eine – in Riga erzeugte – industriell vorgefertigte Mixtur angeboten. Eine ähnliche Dessert-Brotsuppe ist in Estland mit der „Leivasupp“ vorhanden.

## Internationale Varianten
Es gibt international viele Rezepte für Suppen mit Brot-Zutaten:
- Açorda (Portugal)
- Acquacotta (Italien)
- Bierbrotsuppe (Deutschland, Österreich)[38]
- Brezensuppe (Deutschland, Österreich)[39]
- Gazpacho (Spanien, Portugal)
- Ajoblanco (Spanien)
- Leblebi (Tunesien)[1]
- Leivasupp (Estland)[40]
- Maizes zupa (Lettland)[41]
- Minestra di pane (Italien)[42]
- Panadelsuppe (Österreich)
- Pancotto (Italien)[43]
- Paomo (China)[44]
- Pappa al pomodoro (Italien)[45]
- Pumpernickelsuppe (Deutschland)
- Ribollita (Italien)[46]
- Salmorejo (Spanien)[47]
- Schnittlsuppe (Österreich)[48]
- Schottsuppe (Österreich)
- Semmelsuppe (Österreich)[49]
- Sopa castellana (Spanien)[50]
- Sopa de ajo (Spanien, Kuba)[51]
- Sopa de cação (Portugal)[52]
- Sopa de gato (Spanien)[53]
- Sopa mallorquina (Spanien)[54]
- Sopa teóloga (Peru)[55]
- Soupe à l’oignon (Frankreich)[56]
- Soupe châtrée (Frankreich)[57]
- Wasserschnalzen (Deutschland)[58]
- Wodzionka (Oberschlesien)[59]
- Zuppa Pavese (Italien)[60]

## Klassifizierungsspielräume
Manche landessprachlich als „Suppe“ bezeichneten Brotgerichte haben eine derart dichte Konsistenz, dass sie mit den üblichen Vorstellungen von einer (flüssigen) Suppe nicht übereinstimmen. Eine ausgesprochen breiartige Konsistenz hat die lettische Maizes zupa. Im Falle der sardischen Suppa cuata oder Zuppa gallurese (wie das Gericht auf Italienisch heißt) werden altes Brot, Käse und weitere Zutaten mit Suppe übergossen. Das Resultat ist ein im Backrohr überbackener Auflauf, die hinzugefügte Suppe wird im Lauf des Backvorgangs vom Gericht aufgesogen. Ebenso wirkt die französische Soupe châtrée, bei deren Zubereitung die in Schichten angeordneten Hauptzutaten Baguette und Tomme de Savoie mit Zwiebelbrühe übergossen und im Backrohr überbacken werden, wie ein Auflauf. Darauf verweist der Name „Soupe châtrée“ (Schichtsuppe – wörtlich: verschnittene Suppe). Auch im Falle der Tiroler Variante der Brezensuppe konstatiert Franz Maier-Bruck, diese sei „streng genommen keine Suppe, weil die Flüssigkeit zuletzt abgegossen wird“.
Das dänische Gericht Øllebrød wird sowohl als Bier-Brot-Suppe als auch als Roggen-Porridge klassifiziert. Ingrid Haslinger klassifiziert Øllebrød in ihrer kulturgeschichtlichen Studie zu den Suppen aus aller Welt als Suppe. Auch im Werk Suppen. Rezepte aus aller Welt von Ulrike Skadow und Nicolas Leser scheint Øllebrød auf. Im Baedeker Reiseführer Dänemark von Madeleine Reincke und Hilke Maunder hingegen wird Øllebrød als dänischer Porridge qualifiziert. Eine ähnliche Konsistenz wie Øllebrød hat auch die lettische Maizes zupa, die aus Roggenbrot, Wasser, Zucker, getrockneten Früchten und Schlagsahne zubereitet wird.

## Suppe im Brotlaib

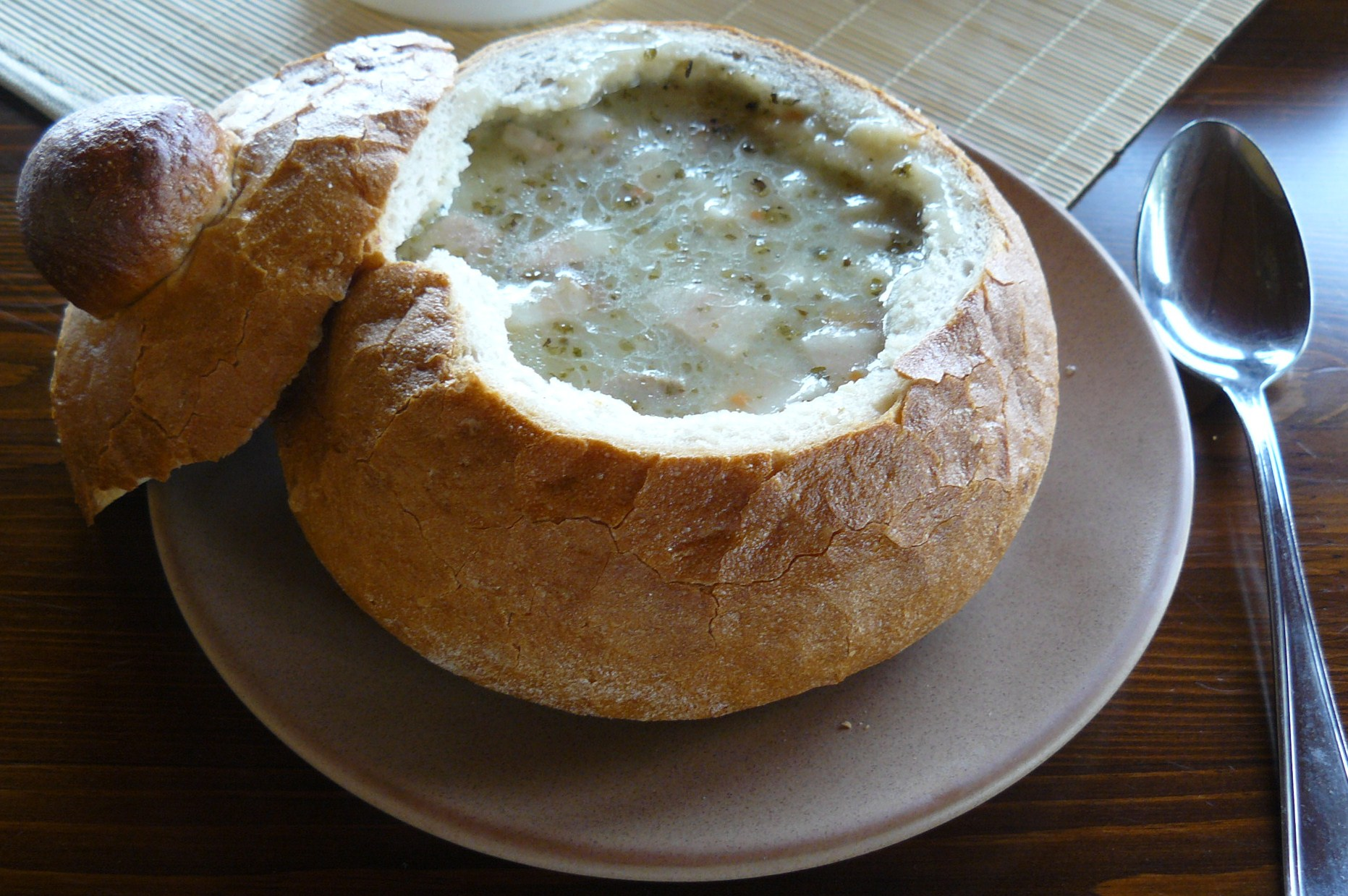
Bei der Suppe im Brotlaib handelt es sich meist um keine Brotsuppe im eigentlichen Sinne

Bei der Suppe im Brotlaib fungiert der ausgehöhlte Brotlaib als Suppenteller. Dessen Inhalt ist jedoch meist keine Brotsuppe im eigentlichen Sinne. Bei solchen Suppen handelt es sich um Gemüsesuppe, Kürbissuppe, Gulaschsuppe und weitere Suppen. Das spektakuläre Anrichten der Suppe soll zum Kauf motivieren; in solcher Weise werden Suppen in Österreich und Deutschland beispielsweise auf Weihnachtsmärkten offeriert.

## Galerie

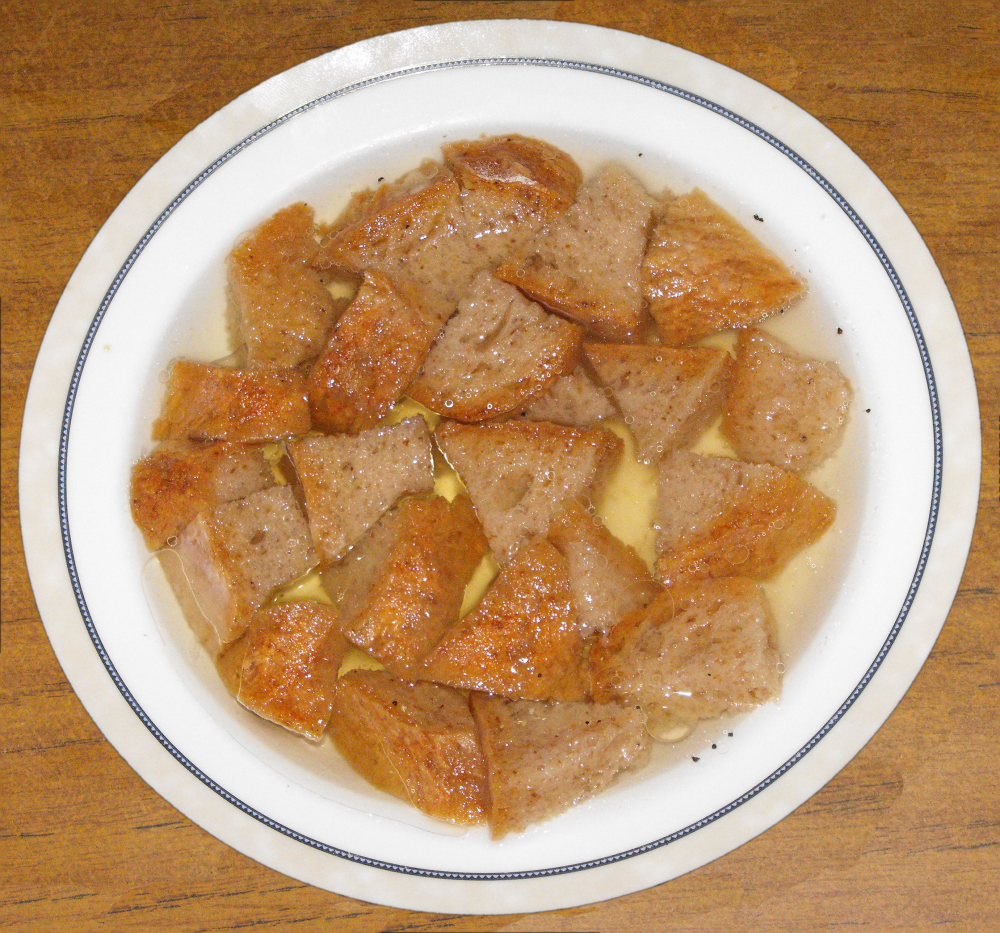
Wodzionka, eine schlesische Brotsuppe
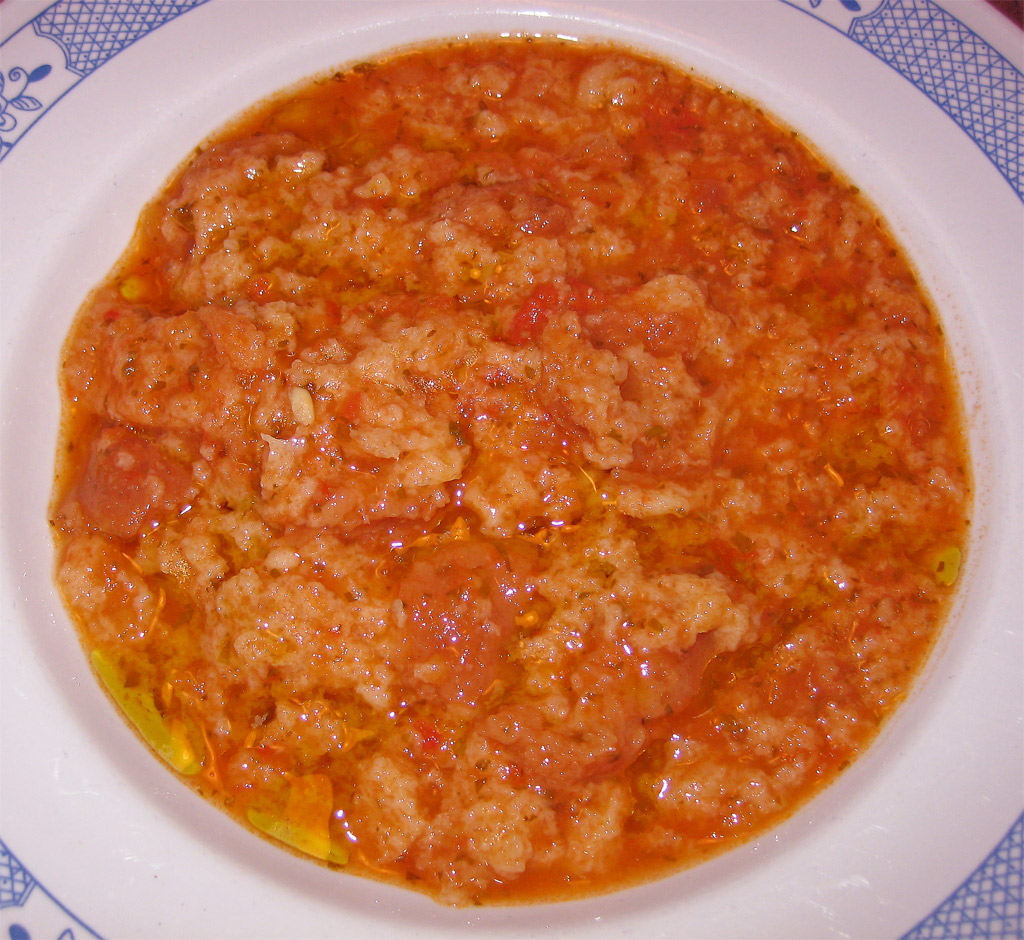
Pappa al pomodoro, eine toskanische Tomaten-Brot-Suppe
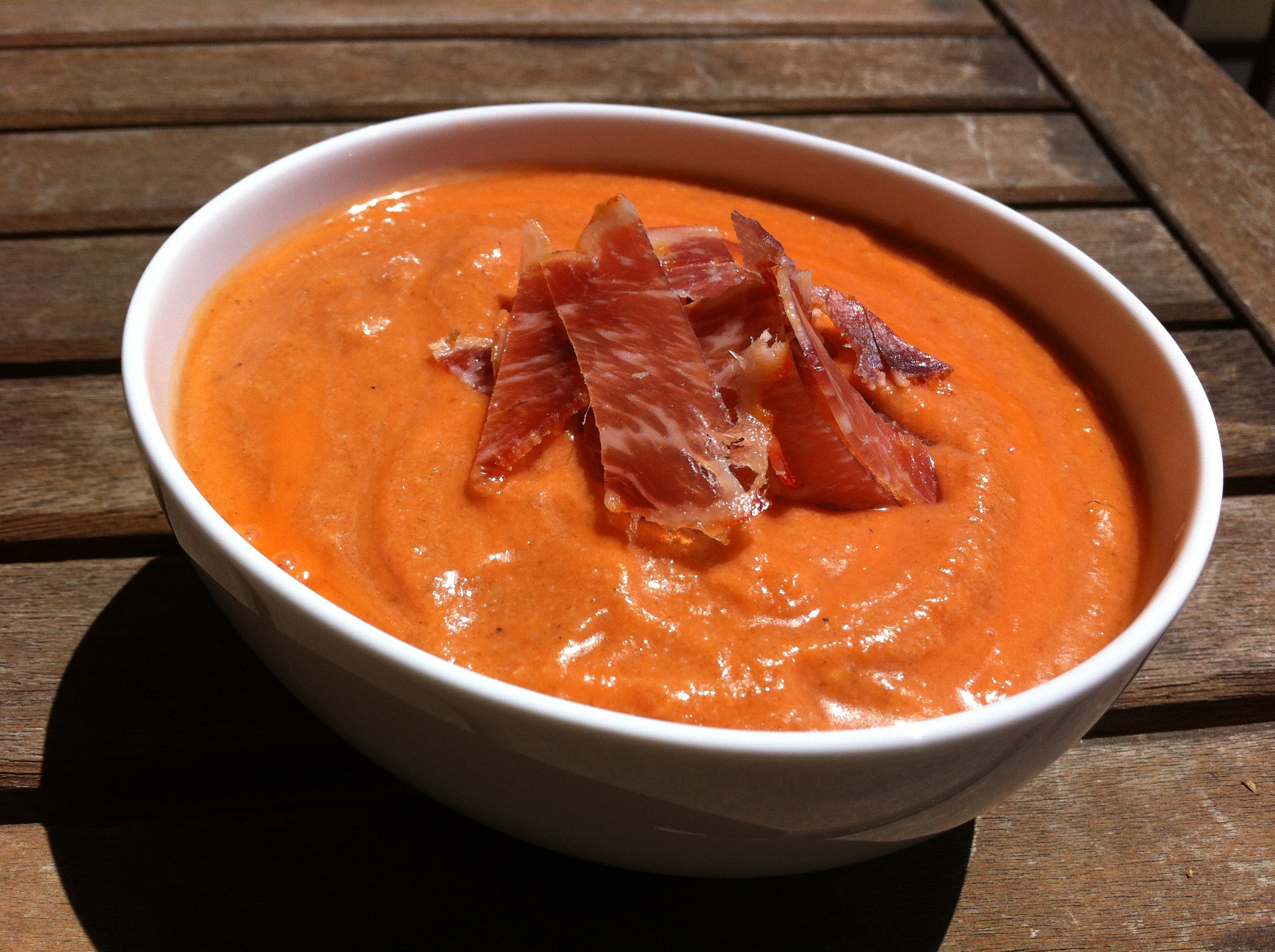
Salmorejo, eine spanische Tomaten-Brot-Suppe
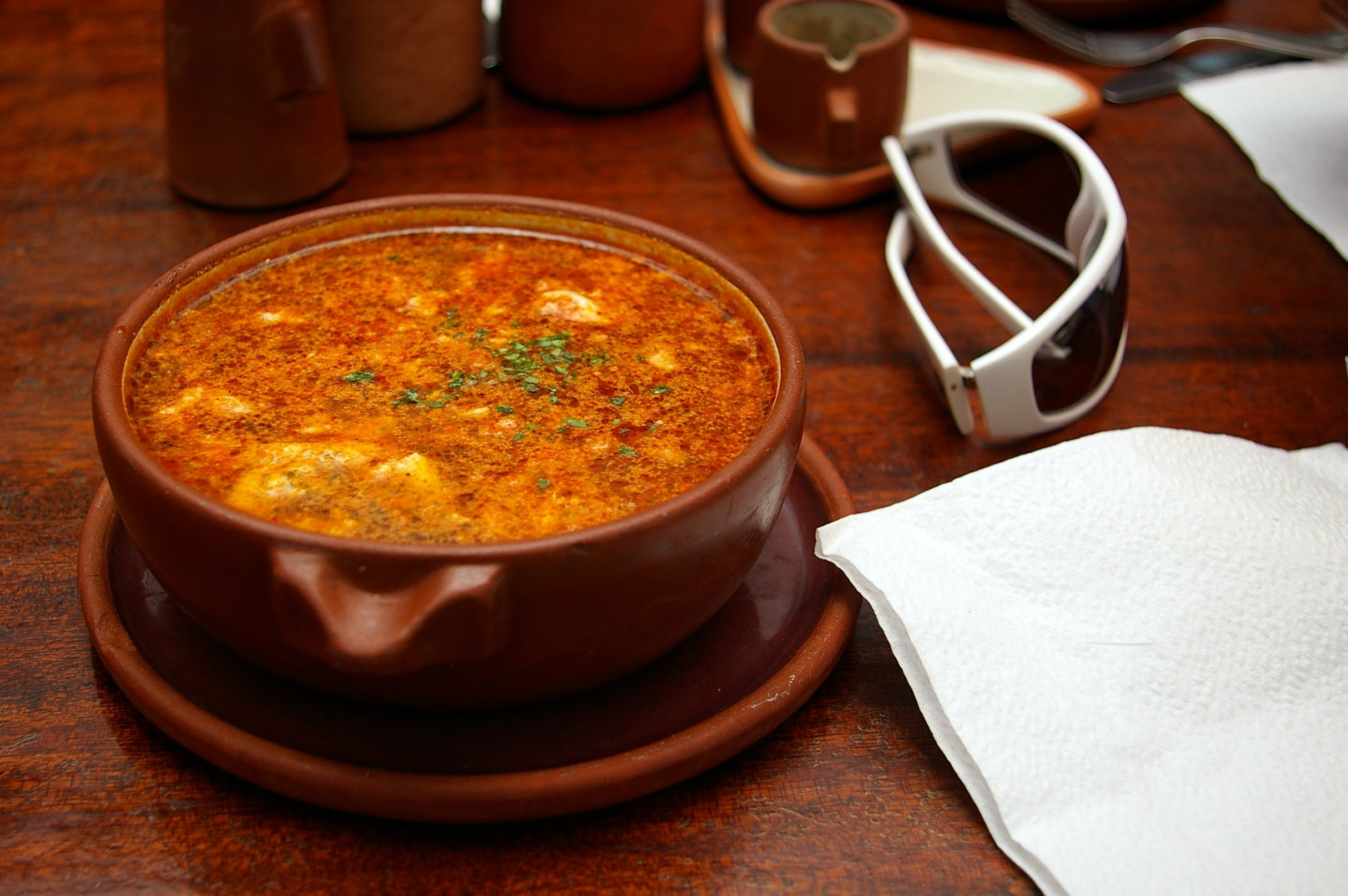
Sopa de ajo, eine Knoblauch-Brot-Suppe als Spezialität der spanischen und kubanischen Küche
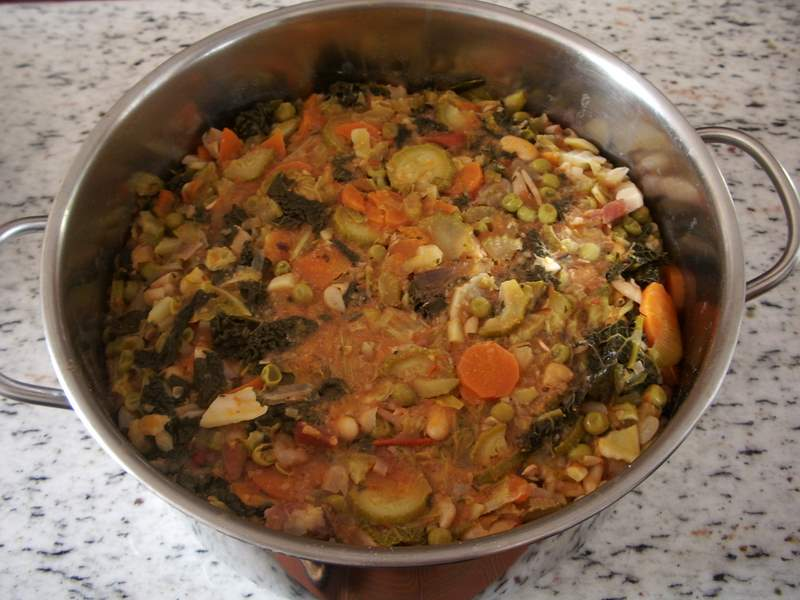
Ribollita, eine toskanische Brot- und Gemüsesuppe
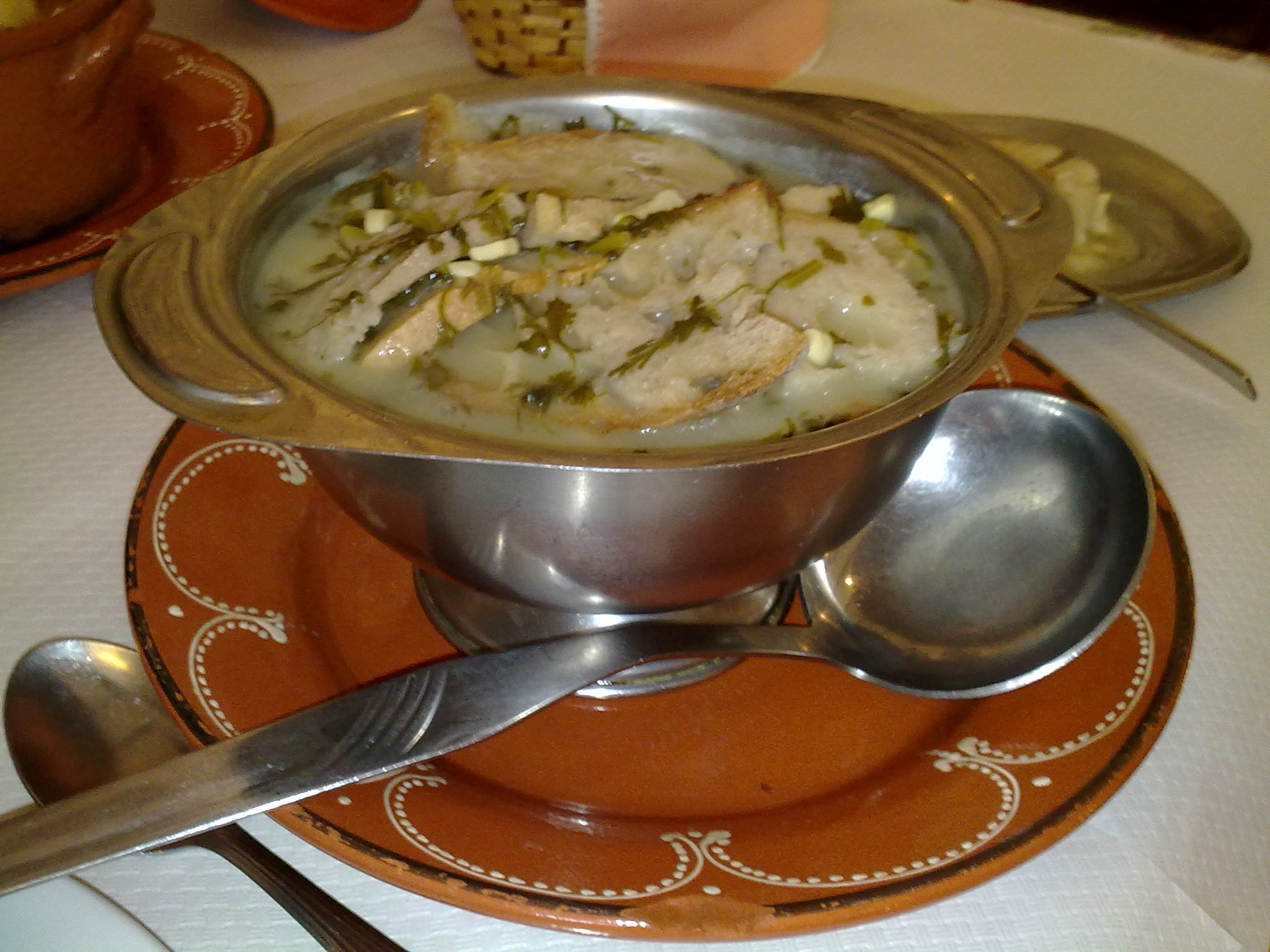
Sopa de cação, eine portugiesische Suppenspezialität mit Fisch und Weißbrot
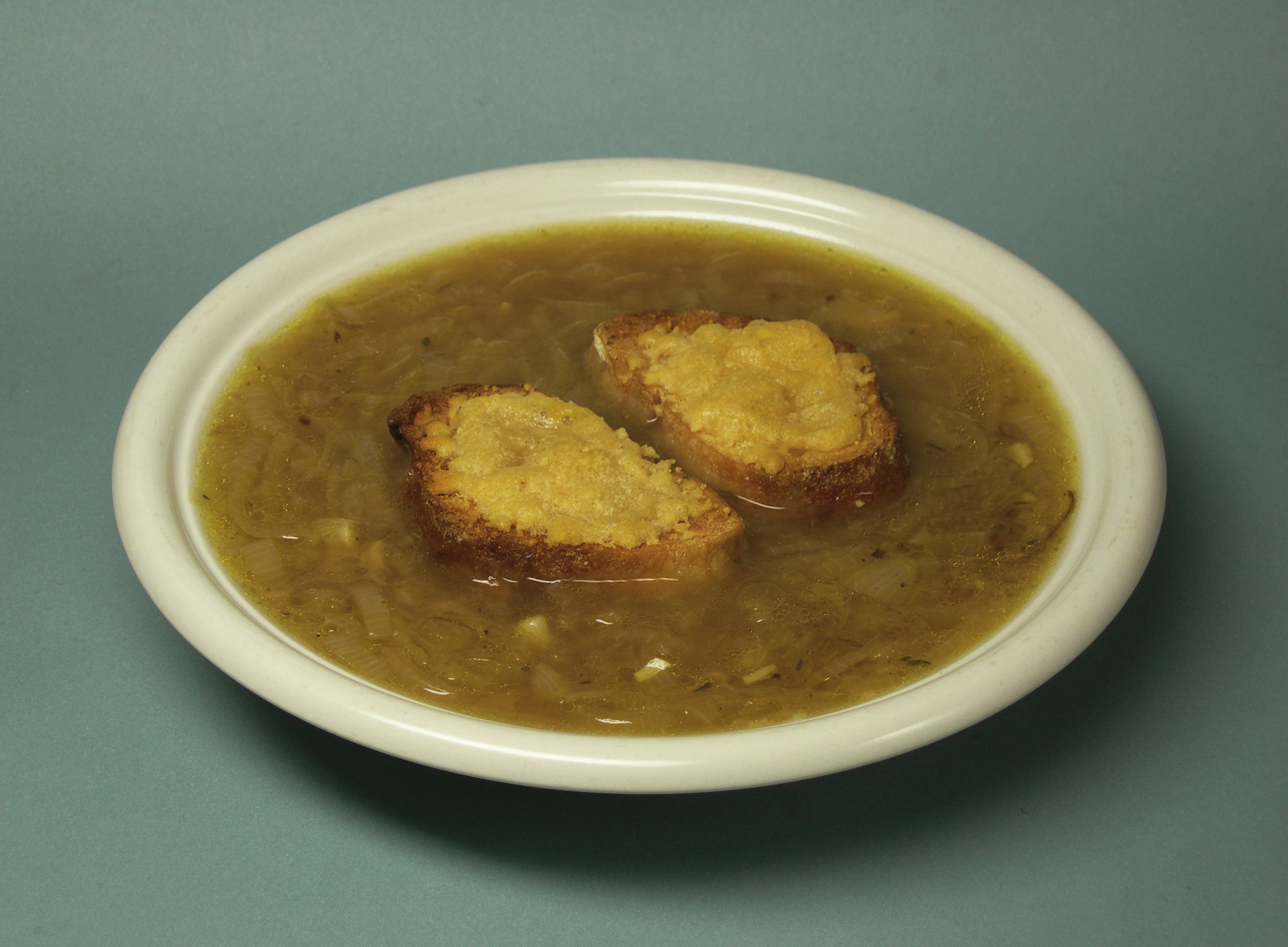
Soupe à l’oignon (Französische Zwiebelsuppe) nach Pariser Art
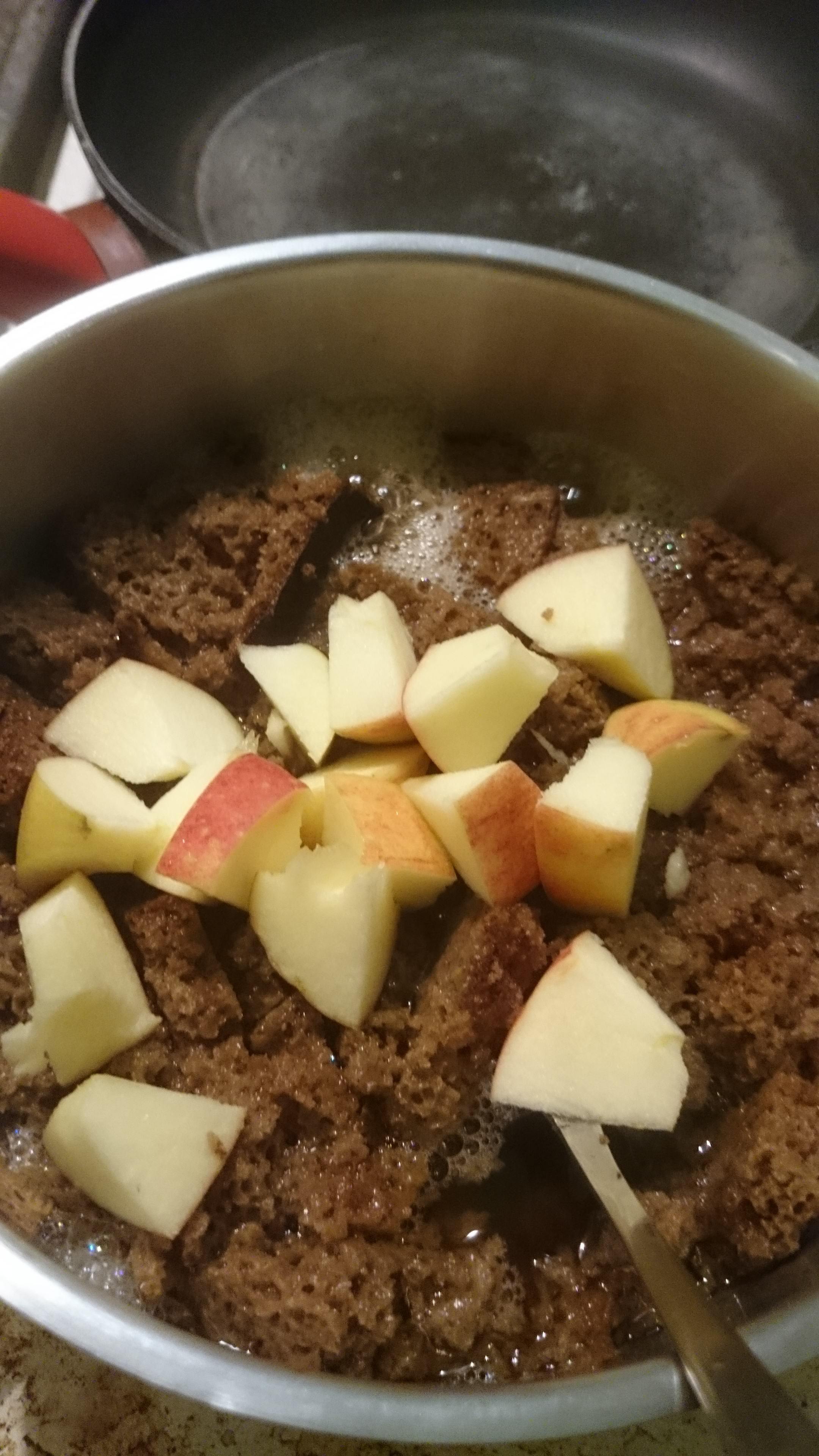
Leivasupp mit Brot und Apfel in Estland
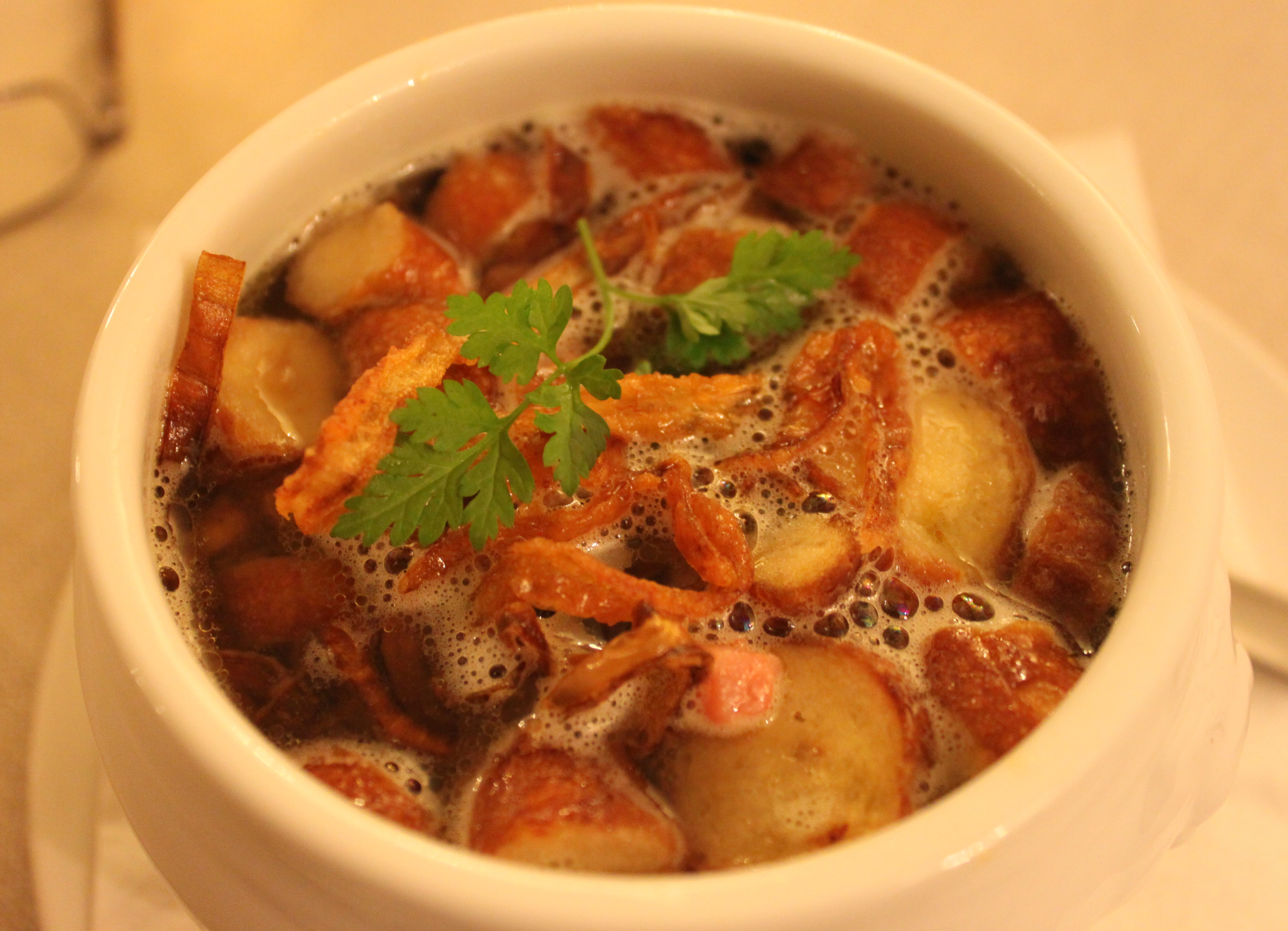
Brezensuppe, eine Spezialität der Landesküchen von Bayern, Salzburg und Tirol